# Robot Delta

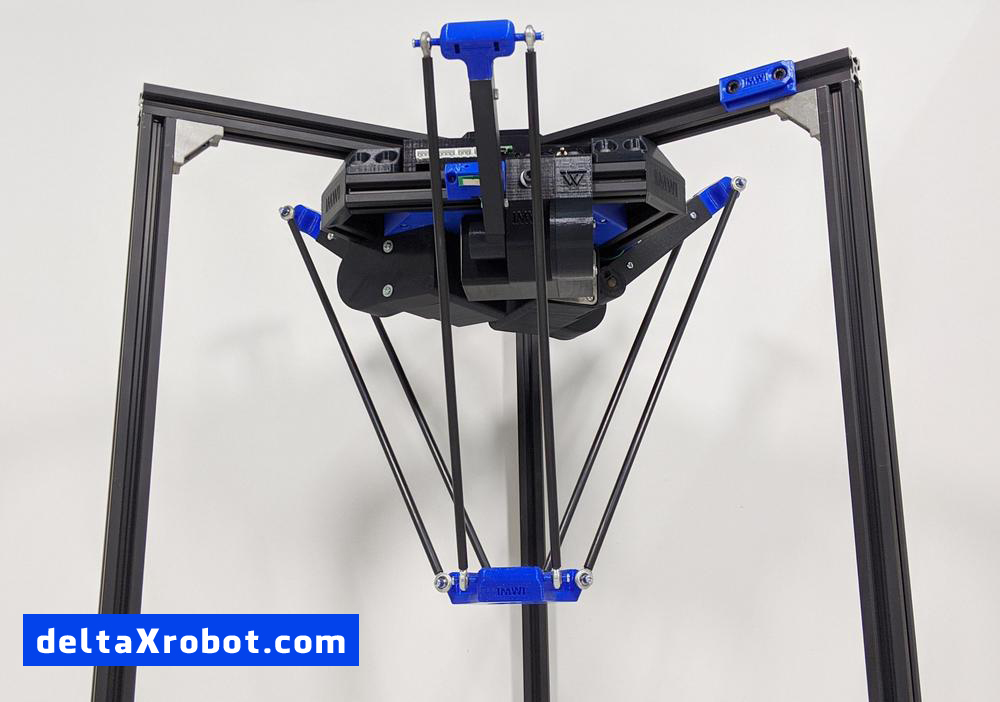
Delta X - Robot mã nguồn mở của IMWI Technology

Robot delta là một loại robot song song  bao gồm ba cánh tay được nối với các khớp quay ở bệ cố định. Đặc điểm thiết kế chính của nó là sử dụng hình bình hành trong các cánh tay, giúp duy trì sự định hướng của bộ phận đầu cuối, ngược lại với nền tảng Stewart là có thể thay đổi hướng của bộ phận đầu cuối của nó.
Robot Delta được sử dụng phổ biến trong công việc gắp thả và đóng gói trong các nhà máy vì chúng di chuyển rất nhanh, một số có thể xếp tới 300 sản phẩm mỗi phút.

## Lịch sử

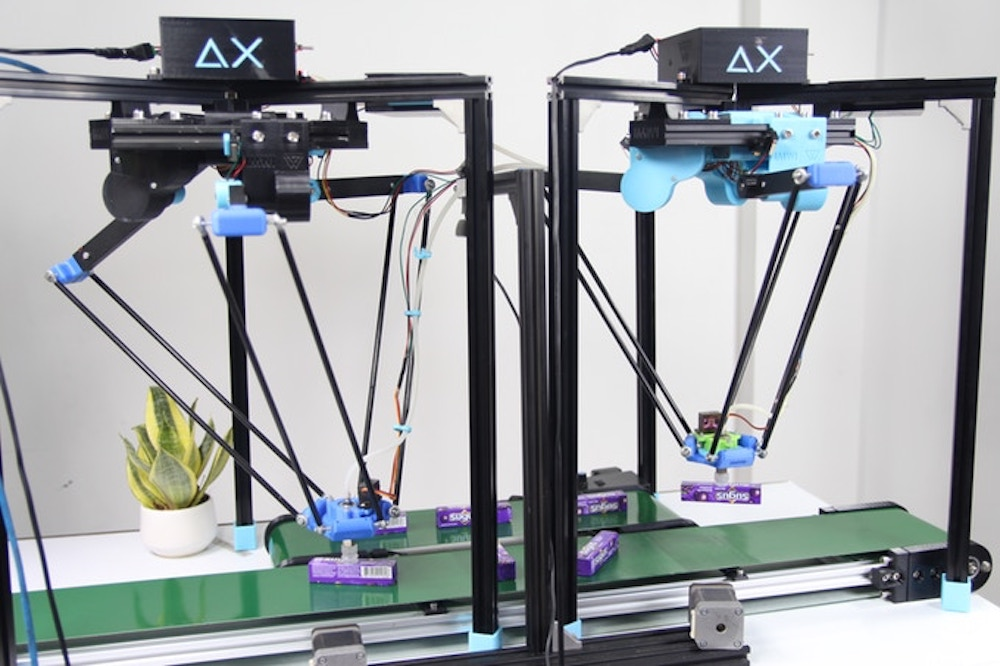
Robot Delta gắp thả, sắp xếp sản phẩm trên băng chuyền

Robot delta (robot cánh tay song song) được phát minh vào đầu những năm 1980 bởi một nhóm nghiên cứu do giáo sư Reymond Clavel dẫn đầu tại École Polytechnique Fédérale de Lausanne (EPFL, Thụy Sĩ). Sau chuyến viếng thăm một nhà sản xuất sô cô la, một thành viên trong nhóm muốn phát triển một robot để đặt pralines trong các gói của họ. Mục đích của loại robot mới này là nâng hạ các vật thể nhẹ và nhỏ với tốc độ rất cao, một nhu cầu trong công nghiệp tại thời điểm đó.
Năm 1987, công ty Demaurex của Thụy Sĩ đã mua giấy phép cho robot delta và bắt đầu sản xuất robot delta cho ngành đóng gói. Năm 1991 Reymond Clavel đã trình bày luận án tiến sĩ của mình 'Conception d'un robot parallèle rapide à 4 degrés de Liberté', và nhận giải thưởng Golden Robot năm 1999 cho công việc và sự phát triển của robot delta. Cũng trong năm 1999, ABB Linh hoạt tự động bắt đầu bán robot delta, FlexPicker. Đến cuối năm 1999, robot delta cũng được Sigpack Systems bán ra.
Vào năm 2017, các nhà nghiên cứu từ Phòng thí nghiệm Microrobotics của Harvard đã thu nhỏ robot với cơ cấu áp điện để chỉ còn nặng 0,43 gram với kích thước 15 mm x 15 mm x 20 mm, có khả năng di chuyển trọng tải 1,3g xung quanh không gian làm việc 7 milimet với độ chính xác 5 micromet, đạt tốc độ 0,45 m / s với gia tốc 215 m / s² và các hành động lặp lại ở tần số 75 Hz.

## Thiết kế

Động học robot Delta (cánh tay màu xanh lá cây có chiều dài cố định, và tạo một góc 90 ° so với trục màu xanh dương mà chúng xoay quanh)

Robot Delta với cơ cấu quá độ.

Robot delta là một robot song song, tức là nó bao gồm nhiều chuỗi động học kết nối bệ cố định với bộ phận đầu cuối. Robot cũng có thể được coi là một dạng khái quát không gian của liên kết bốn thanh.
Ý tưởng chính của robot delta là việc sử dụng các hình bình hành để tạo ra chuyển động cho đầu cuối mà vẫn giữ nguyên hướng, tức là chỉ chuyển động theo hướng X, Y hoặc Z mà không bị quay hướng.
Bệ của robot được gắn phía trên không gian làm việc và tất cả các cơ cấu chấp hành được đặt trên nó. Từ bệ, ba cánh tay trung gian được gắn vào. Đầu của những cánh tay này được kết nối với một chi tiết hình tam giác nhỏ. Sự chuyển động của những cánh tay này sẽ di chuyển chi tiết tam giác theo hướng X, Y hoặc Z. Việc truyền động có thể được thực hiện với các bộ truyền động tuyến tính hoặc quay, có hoặc không có giảm tốc(truyền động trực tiếp).
Vì các bộ truyền động đều nằm trong bệ, nên các cánh tay có thể được làm bằng vật liệu composite nhẹ. Do đó, các bộ phận chuyển động của robot delta có quán tính nhỏ. Điều này cho phép robot hoạt động ở tốc độ rất cao và tăng tốc rất nhanh. Các cánh tay được kết nối với nhau thông qua bộ phận đầu cuối giúp cho việc tăng độ cứng của robot nhưng làm giảm khối lượng làm việc của nó.
Phiên bản được phát triển bởi Reymond Clavel có bốn bậc tự do: ba bản tịnh tiến và một bản quay. Trong trường hợp này, một chân thứ tư kéo dài từ bệ đến giữa chi tiết nhỏ tam giác tạo cho bộ phận đầu cuối một khớp quay thứ tư, xoay quanh trục thẳng đứng.
Hiện tại các phiên bản khác của robot delta đã được phát triển:
- Delta với 6 bậc tự do: được phát triển bởi công ty Fanuc, trên đó một động học nối tiếp với 3 bậc tự do được đặt trên hiệu ứng cuối
- Delta với 4 bậc tự do: được phát triển bởi công ty Adept, có 4 hình bình hành được kết nối trực tiếp với bệ cuối thay vì có một chân thứ tư đến ở giữa bộ phận đầu cuối
- Pocket Delta: được phát triển bởi công ty Asyril SA của Lưu trữ ngày 17 tháng 7 năm 2019 tại Wayback Machine Thụy Sĩ, phiên bản 3 trục của Robot Robot được điều chỉnh cho các hệ thống linh hoạt và các ứng dụng tốc độ cao, độ chính xác cao.
- Delta Direct Drive: 3 Robot tự do Delta Robot có động cơ kết nối trực tiếp với cánh tay. Gia tốc có thể rất cao, từ 30 [9] lên đến 100 g.
- Delta Cube: được phát triển bởi phòng thí nghiệm đại học EPFL LSRO, một robot delta được chế tạo theo thiết kế nguyên khối, có khớp nối uốn cong. Robot này được điều chỉnh cho các ứng dụng có độ chính xác cực cao.
- Một số "robot delta tuyến tính" đã được phát triển trong đó các động cơ điều khiển bộ truyền động tuyến tính thay vì quay một cánh tay. Delta tuyến tính có thể có khối lượng làm việc lớn hơn nhiều so với delta quay.[10][11]

Phần lớn các robot delta sử dụng bộ truyền động quay. Các bộ truyền động tuyến tính dọc gần đây đã được sử dụng (sử dụng thiết kế delta tuyến tính) để tạo ra một thiết kế mới của máy in 3D. Những ưu điểm này có nhiều ưu điểm hơn loại máy in 3D dẫn động bằng vít me, nó có thể in ra các chi tiết lớn hơn mà không cần đầu tư phần cứng nhiều,.

## Các ứng dụng

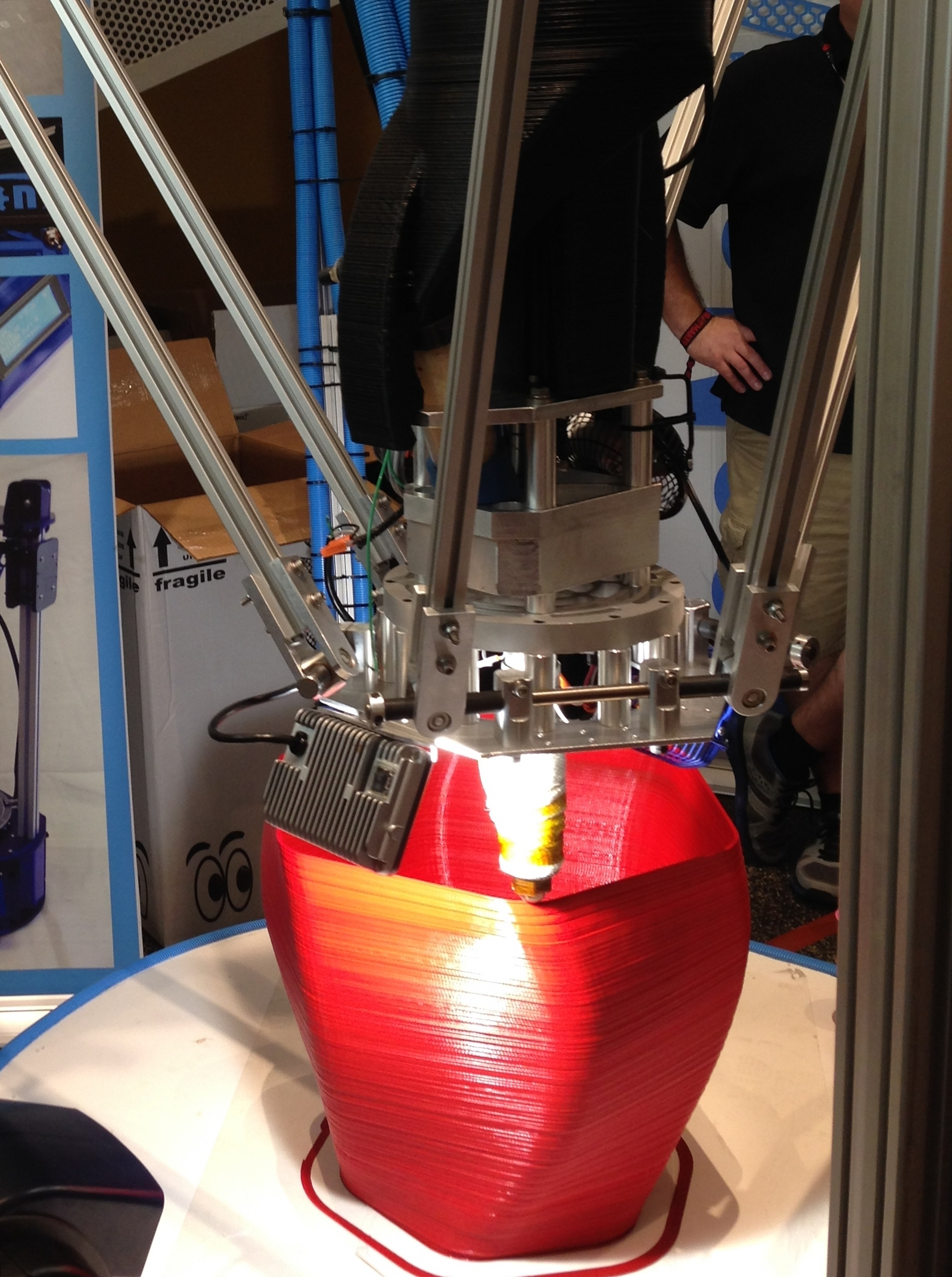
Máy in 3D kiểu delta lớn

Các ngành công nghiệp sử dụng tốc độ cao của robot delta chủ yếu là ngành công nghiệp đóng gói, y tế và dược phẩm. Đối với độ cứng vững của robot delta, nó cũng được dùng trong phẫu thuật. Các ứng dụng khác bao gồm các hoạt động lắp ráp độ chính xác cao trong một phòng sạch, chuyên cho linh kiện điện tử. Cấu trúc của robot delta cũng có thể được sử dụng để tạo bộ điều khiển haptic. Gần đây, công nghệ còn được điều chỉnh cho máy in 3D. Những máy in này có thể được chế tạo với giá khoảng một ngàn đô la và cạnh tranh tốt với máy in Cartesian truyền thống.